# Южные ворота Антониева монастыря
Южные ворота — памятник архитектуры. Расположен в Великом Новгороде, в Антониевом монастыре, современный адрес дома — Антоново, строение 9. Главный вход на территорию монастыря.

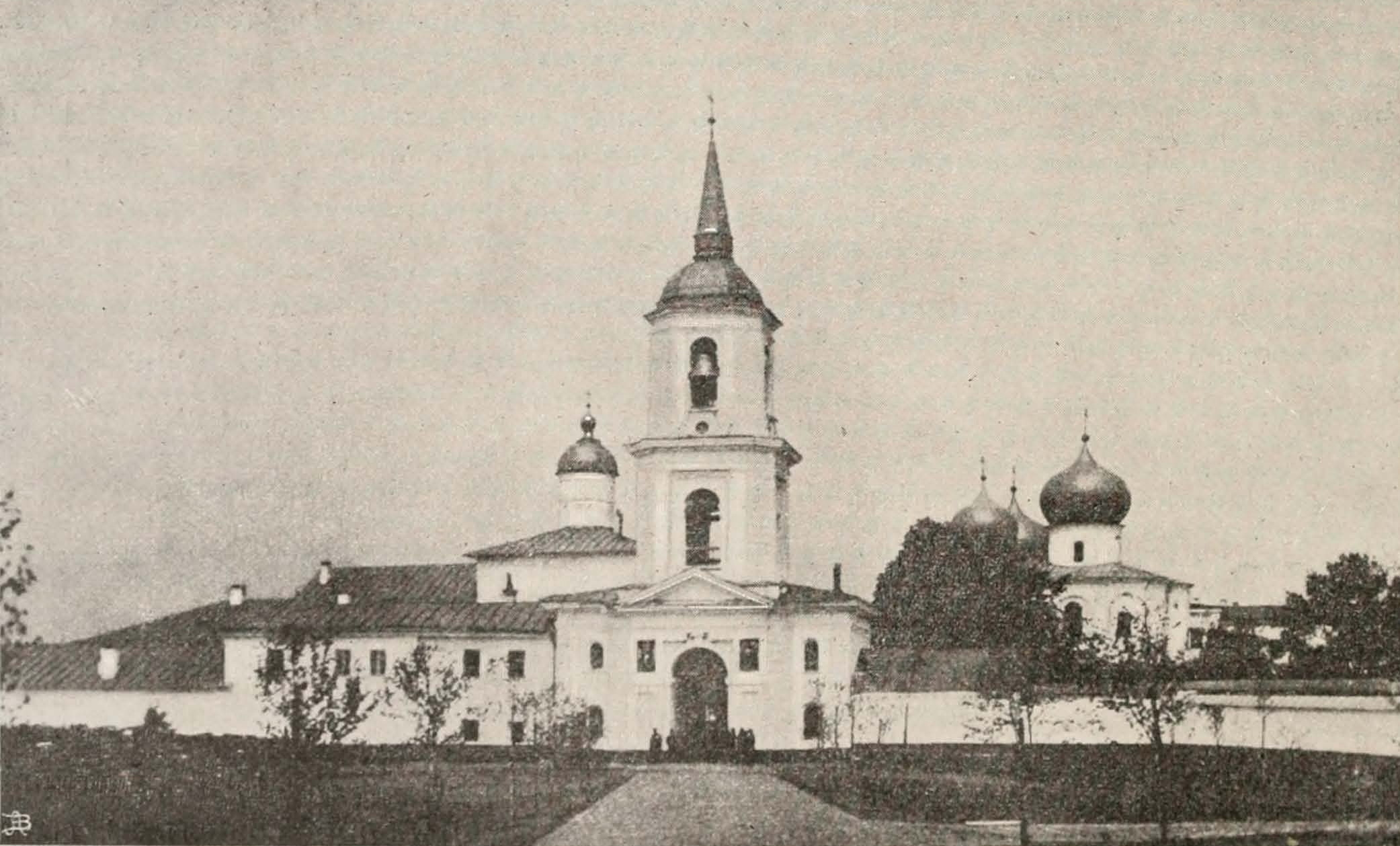
Колокольня в XIX веке

В 1670-е годы на этом месте была построена каменная церковь Усекновения Главы Иоанна Предтечи. Церковь разобрали и построили в 1806—1807 году надвратную колокольню, изначально — трёхъярусную постройку с двумя восьмериками-ярусами звонов на четверике, верхний из восьмериков завершался гранёным куполом и шпилем.
Здание было в хорошем состоянии к началу XX века, к началу Великой Отечественной войны два верхних яруса были разобраны, во время войны нижний ярус пострадал несильно. В 1961 году прошли реставрационные работы под руководством Т. В. Гладенко.
Сохранившаяся постройка прямоугольная в плане, двухэтажная. Средняя часть с южной и северной стороны раскрепована с тремя уступами, средний из которых рустован. Над раскрепованной частью расположены фриз с триглифами, карниз с дентикулами и фронтоном. Высокий проезд ворот оформлен архивольтом с замковым камнем, по сторонам от него расположены ниши для живописи. На первом этаже с восточной стороны есть каморка с коробовым сводом.